# Волсенбург (Колорадо)
Волсенбург (англ. Walsenburg) — місто (англ. city) в США, в окрузі Верфано штату Колорадо. Населення — 3049 осіб (2020).

## Географія
Волсенбург розташований за координатами 37°37′53″ пн. ш. 104°46′57″ зх. д. / 37.63139° пн. ш. 104.78250° зх. д. (37.631469, -104.782432).  За даними Бюро перепису населення США в 2010 році місто мало площу 8,20 км², уся площа — суходіл. В 2017 році площа становила 7,74 км², уся площа — суходіл.

### Клімат
| Клімат : Волсенбург   | Клімат : Волсенбург | Клімат : Волсенбург | Клімат : Волсенбург | Клімат : Волсенбург | Клімат : Волсенбург | Клімат : Волсенбург | Клімат : Волсенбург | Клімат : Волсенбург | Клімат : Волсенбург | Клімат : Волсенбург | Клімат : Волсенбург | Клімат : Волсенбург | Клімат : Волсенбург |
| Показник              | Січ.                | Лют.                | Бер.                | Квіт.               | Трав.               | Черв.               | Лип.                | Серп.               | Вер.                | Жовт.               | Лист.               | Груд.               | Рік                 |
| Середній максимум, °C | 9,4                 | 10,3                | 14,1                | 18,8                | 23,5                | 28,6                | 30,9                | 29,5                | 26,2                | 20,6                | 13,7                | 8,4                 | 19,5                |
| Середній мінімум, °C  | −5,4                | −5,1                | −2,1                | 1,5                 | 6,2                 | 10,8                | 14,1                | 13,4                | 9,0                 | 3,1                 | −1,8                | −5,8                | 3,2                 |
| Норма опадів, мм      | 21                  | 23                  | 50                  | 52                  | 47                  | 39                  | 52                  | 59                  | 24                  | 30                  | 30                  | 25                  | 452                 |
| --------------------- | ------------------- | ------------------- | ------------------- | ------------------- | ------------------- | ------------------- | ------------------- | ------------------- | ------------------- | ------------------- | ------------------- | ------------------- | ------------------- |
| Джерело: NOAA         |                     |                     |                     |                     |                     |                     |                     |                     |                     |                     |                     |                     |                     |

## Демографія
Згідно з переписом 2010 року, у місті мешкало 3068 осіб у 1421 домогосподарстві у складі 751 родини. Густота населення становила 374 особи/км².  Було 1757 помешкань (214/км²).
Расовий склад населення:
| - 75,5 % — білих - 5,2 % — корінних американців - 0,6 % — чорних або афроамериканців - 0,3 % — азіатів - 0,2 % — вихідців з тихоокеанських островів - 13,8 % — осіб інших рас |

До двох чи більше рас належало 4,3 %. Частка іспаномовних становила 56,0 % від усіх жителів.
За віковим діапазоном населення розподілялося таким чином: 21,1 % — особи молодші 18 років, 56,3 % — особи у віці 18—64 років, 22,6 % — особи у віці 65 років та старші. Медіана віку мешканця становила 47,0 року. На 100 осіб жіночої статі у місті припадало 96,9 чоловіків;  на 100 жінок у віці від 18 років та старших — 91,8 чоловіків також старших 18 років.
Середній дохід на одне домашнє господарство  становив 32 898 доларів США (медіана — 24 928), а середній дохід на одну сім'ю — 39 819 доларів (медіана — 32 871). Медіана доходів становила 37 212 долари для чоловіків та 24 333 долари для жінок. За межею бідності перебувало 21,5 % осіб, у тому числі 15,4 % дітей у віці до 18 років та 17,1 % осіб у віці 65 років та старших.
Цивільне працевлаштоване населення становило 889 осіб. Основні галузі зайнятості: освіта, охорона здоров'я та соціальна допомога — 40,4 %, публічна адміністрація — 14,4 %, транспорт — 11,7 %.